# 显赫拟扇蟹
显赫拟扇蟹（学名：Paraxanthias notatus）为扇蟹科拟扇蟹属的动物。分布于日本、夏威夷、社会群岛、土阿莫土群岛、新喀里多尼亚、安达曼、斯里兰卡以及中国大陆的西沙群岛等地，生活环境为海水，一般生活于岩石岸石下或岩缝中或珊瑚礁丛的浅水中。